# Miraclathurella
Miraclathurella là một chi ốc biển, là động vật thân mềm chân bụng sống ở biển trong họ Turridae.

## Các loài
Các loài thuộc chi Miraclathurella bao gồm:
- Miraclathurella bicanalifera (Sowerby I, 1834)[2]
- Miraclathurella clendenini García, 2008[3]
- Miraclathurella herminea (Bartsch, 1934)[4]
- Miraclathurella kleinrosa (Nowell-Usticke, 1969)[5]
- Miraclathurella mendozana Shasky, 1971[6]